# Jean-Marcel Brouzes
Jean-Marcel Brouzes (nascido em 3 de junho de 1953) é um ex-ciclista francês que participou na perseguição por equipes de 4 km nos Jogos Olímpicos de Verão de 1976 em Montreal, terminando na nona posição.